# 앤드루 트리젤
앤드루 트리쥐 트리젤(Andrew Tridge Tridgell, 1967년 2월 28일 ~)은 오스트레일리아의 컴퓨터 프로그래머이다. 그는 삼바 파일 서버의 저자이자 기여자이며, Rsync 알고리즘의 공동 개발자이다.
호환 가능한 자유-오픈 소스 소프트웨어 구현을 위해 복잡한 사유 프로토콜과 알고리즘을 분석했다.

## 프로젝트
트리젤은 삼바 소프트웨어의 주요 개발자였으며, 마이크로소프트 윈도우 제품의 워크그룹 및 네트워크 파일 공유에 사용되는 서버 메시지 블록 프로토콜을 분석했다. 그는 원래 삼바의 일부로 talloc 계층적 메모리 할당자를 개발했다.
그는 박사 학위 논문을 위해 고효율 파일 전송 및 동기화 도구인 rsync 알고리즘을 포함한 Rsync를 공동 개발했다. 그는 또한 rsync와 유사한 알고리즘을 사용하는 rzip의 원저자이기도 하다. 그는 지역성 민감 해싱 알고리즘을 기반으로 스팸섬을 개발했다.
그는 강화 학습 기반의 체스 엔진인 KnightCap의 저자이다.
트리젤은 또한 PAL 비디오 형식을 사용하는 오스트레일리아에서 티보를 작동시키기 위한 해킹의 리더였다.
2005년 4월, 트리젤은 비트키퍼 소스 코드 저장소와 상호 운용되는 자유 소프트웨어(현재 SourcePuller로 알려짐)를 개발하려고 시도했다. 이는 BitMover가 리눅스 개발자에게 BitKeeper 제품의 무료 사용을 허용하는 라이선스를 취소한 이유로 언급되었다. 리눅스 커널의 개발자인 리누스 토르발스와 트리젤은 이 사건에 대해 공개 토론에 참여했으며, 트리젤은 BitKeeper를 구매하거나 소유하지 않았으므로 라이선스에 동의한 적이 없어 이를 위반할 수 없으며, 삼바에서 했던 것처럼 프로토콜을 윤리적으로 분석하고 있다고 진술했다. 이 프로젝트에 트리젤이 참여하면서 토르발스는 트리젤이 BitKeeper로 더러운 속임수를 쓰고 있다고 비난했다. 트리젤은 그의 분석이 단순히 BitKeeper 서버에 텔넷으로 접속하여 help를 입력하는 것에서 시작되었다고 주장했다.
2011년 트리젤은 UAV 챌린지 아웃백 레스큐를 위해 CanberraUAV와 협력하여 오픈 소스 아두이노 기반 UAV 컨트롤러 보드인 아두파일럿 메가의 소프트웨어 개발에 참여했다.

## 학업 성취
트리젤은 오스트레일리아 국립 대학교 컴퓨터 과학 연구실에서 박사 학위를 취득했다. 그의 원래 박사 학위 연구는 음성 인식 분야였으나 완성되지 못했다. 그가 제출한 논문 '정렬 및 동기화를 위한 효율적인 알고리즘(Efficient Algorithms for Sorting and Synchronization)'은 Rsync 알고리즘에 대한 그의 연구를 기반으로 했다.

## 수상 및 영예
- 2003년 10월, 더 불리틴 잡지는 트리젤을 오스트레일리아의 가장 똑똑한 정보통신기술 전문가로 선정했다.[10][11]
- 2008년 7월, 트리젤은 삼바 및 Rsync 작업으로 구글-오라일리 오픈 소스 어워드에서 "최고의 상호 운용성 전문가"로 선정되었다.[12]
- 트리젤(과 제러미 앨리슨 및 폴커 렌데케)은 IT 작가 샘 바르게스에 의해 "전통적인 인도적 의미의 구루"로 불렸다.[13]
- 2018년 12월 11일, 트리젤은 삼바를 개발하고 rsync를 공동 발명했으며 자유 및 오픈 소스 소프트웨어에 기여한 공로로 오스트레일리아 국립 대학교에서 과학 박사(명예 박사) 학위를 받았다.[14][15]
- 2020년 1월 26일, 트리젤은 정보 기술 서비스 공로로 일반 부문 오스트레일리아 훈장 메달(OAM)을 받았다. 수상 경력에는 Rsync, 삼바, 아두파일럿, MAVProxy 작업 및 오스트레일리아 국립 대학교에서의 교육을 포함한 소프트웨어 개발 및 교육에 대한 그의 기여가 언급되었다.[16]